# Heavier Trip
Heavier Trip is een Finse komediefilm uit 2024, geregisseerd door Juuso Laatio en Jukka Vidgren. De film is een direct vervolg op Heavy Trip uit 2018.

## Verhaal
De bandleden van de extreme metalband Impaled Rektum zitten opgesloten in een gevangenis in Noorwegen. Plots kregen ze bezoek van Fisto, een manager die de band uitnodigde om te gaan spelen op Wacken Open Air voor 50 000 €. Nadat Xytrax weigerde, bleek dat het slachthuis van de vader van Lotvonen gesloopt zou worden als ze geen 30 000 € vinden om de geëiste renovaties uit te voeren. Daarop besliste de band om toch op Wacken te spelen, om zo het nodige geld te verdienen. Wat volgt is een ontsnapping uit de gevangenis en een road trip waarin de band tracht om Fisto te overtuigen hen toch te boeken voor Wacken.

## Rolverdeling

### Hoofdrollen
- Johannes Holopainen als Turo Moilanen
- Max Ovaska als Pasi / Xytrax
- Samuli Jaskio als Lotvonen
- Chike Ohanwe als Oula
- David Bredin als Rob

### Cameo's
- Babymetal als zichzelf[1]
- Thomas Jensen als zichzelf

## Productie
De film werd opgenomen in 2023. Een deel van de film werd opgenomen tijdens Wacken Open Air 2023. Naar eigen zeggen, kreeg de filmcrew maar 3 minuten om te filmen tijdens een change over op het hoofdpodium. De scene van het optreden zelf werd opgenomen op het 3de grootste podium (de Louder stage).

## Muziek
De muziek werd geschreven door Mika Lammassaari (Morse Subita, ex-Wolfheart) en ingespeeld door de Zweedse band Year Of The Goat. Tijdens de eerste cameo-scene van Babymetal, speelde de band een van hun eigen nummers.

## Uitgave en ontvangst
De eerste trailer van de film werd uitgebracht via het YouTube-kanaal van Wacken Open Air.
De film ging in oktober 2024 in première tijdens Fantastic Fest, een jaarlijks filmfestival in Austin, Texas. Een week later ging de film ook in Europa in première.
De film ontving gemengde reacties. Een overzicht van de geaggregeerde reviews:
| Website         | Recensenten           | Gebruikers            | Referentie |
| --------------- | --------------------- | --------------------- | ---------- |
| Rotten Tomatoes | 91 % (uit 11 reviews) | -                     | [ 3 ]      |
| IMDB            | -                     | 6.1 (uit 770 reviews) | [ 4 ]      |
| Metacritic      | 61 (uit 3 reviews)    | -                     | [ 5 ]      |